# Maurits Schneemann
Maurits Leo Camillus Maria Schneemann (Beek, 28 maart 1938 –  Nijmegen, 1 juli 2025) was een Nederlands politicus van de KVP en later het CDA.
Hij begon zijn loopbaan in Australië waar hij in diverse functies werkzaam was bij een transportbedrijf. Om zijn studie economie te betalen werkte hij in Australië ook nog als taxichauffeur. Na enkele jaren keerde Schneemann terug naar Nederland waar hij na zijn militaire dienstplicht nog aan Nijenrode gestudeerd heeft. Daarna was hij verkoopleider en vervolgens ging hij werken bij het kabinet van de commissaris van de Koningin in Zwolle.
In juli 1972 werd Schneemann benoemd tot burgemeester van Schoonebeek. Eind 1976 kwam hij landelijk in het nieuws toen hij enige tijd onvindbaar was nadat een afsluiter van de Nederlandse Aardolie Maatschappij (NAM) het begeven had en dagenlang olie uit de grond spoot. Later bleek dat hij samen met zijn vrouw in Londen zat zonder dat dit bij anderen bekend was. In december 1989 volgde zijn benoeming tot burgemeester van zijn geboorteplaats Ubbergen. In november 2000 ging hij na een burgemeesterschap van ruim 28 jaar vervroegd met pensioen.
Op 1 juli 2025 overleed Schneemann op 87-jarige leeftijd.